# 電子質量
電子質量（でんししつりょう、英語: electron mass、記号: me）は、その名の通り電子の質量であり、原子物理学や核物理学、化学における基本的な物理定数の一つである。
電子を含む素粒子の質量は、それぞれの素粒子に固有の性質であり、素粒子の運動の状態に依らない定数である。しかし、特殊相対性理論と一般相対性理論への理解が充分でない時期に用いられた、運動状態に依存して変化する相対論的質量という概念に基づいて、静止質量（rest mass）や、固有質量（proper mass）と呼ばれることがある。

## 値
電子質量のSI単位キログラムによる値は
{\displaystyle m_{\text{e}}=9.109~383~7139(28)\times 10^{-31}\ {\text{kg}}}
であり（2022 CODATA 推奨値）、統一原子質量単位（記号: u、ダルトン、記号: Da）による値は
{\displaystyle m_{\text{e}}=5.485~799~090~441(97)\times 10^{-4}\ {\text{u}}}
である（2022 CODATA 推奨値）。
電子の静止エネルギーのSI単位ジュールによる値は
{\displaystyle m_{\text{e}}c^{2}=8.187~105~7880(26)\times 10^{-14}\ {\text{J}}}
であり（2022 CODATA）、電子ボルトによる値は
{\displaystyle m_{\text{e}}c^{2}=0.510~998~950~69(15)\ {\text{MeV}}}
である（2022 CODATA）。

### 不確かさ
電子質量のSI単位キログラムによる値の相対標準不確かさは 3.1×10−10 である。
電子質量はリュードベリ定数 R∞ と微細構造定数 α と
{\displaystyle m_{\text{e}}={\frac {2hcR_{\infty }}{\alpha ^{2}c^{2}}}}
で関係付けられる。ここで、c は光速度、h はプランク定数である。
光速度とプランク定数は国際単位系（SI）を定義する定数であり、SI単位による値に不確かさはない。リュードベリ定数と微細構造定数の値は分光測定により精度よく測定されており、電子質量のキログラムによる値の不確かさはこれら2つの定数から導かれる。これら2つの定数の値の間の相関は無視できる（r = 0.00207）。
一方、電子質量の統一原子質量単位による値の不確かさは 1.8×10−11 であり、キログラムによる値より精度が良い。粒子の質量の統一原子質量単位による数値は、特に相対原子質量と呼ばれる。すなわち電子の相対原子質量は
{\displaystyle A_{\text{r}}({\text{e}})=m_{\text{e}}/{\text{u}}}
である。
電子の相対原子質量はペニング・トラップで直接的に測定される。また、反陽子ヘリウム（電子の1個が反陽子と置き換わったヘリウム原子）のスペクトルや、電子を1個だけ残して電離した水素様イオン（hydrogenic ion）である 12C5+ あるいは16O7+ の中の電子のg-因子の測定から推測することもできる。

## SIの再定義
統一原子質量単位、あるいは原子質量定数 mu は電子の相対原子質量の定義式を変形すれば
{\displaystyle {\text{u}}=m_{\text{u}}={\frac {m_{\text{e}}}{A_{\text{r}}({\text{e}})}}={\frac {2hcR_{\infty }}{\alpha ^{2}c^{2}A_{\text{r}}({\text{e}})}}}
である。
原子質量定数 mu とアボガドロ定数 NA との積 Mu = NA mu はモル質量定数と呼ばれる。これを用いれば
{\displaystyle M_{\text{u}}={\frac {2N_{\text{A}}h}{c}}{\frac {R_{\infty }}{\alpha ^{2}A_{\text{r}}({\text{e}})}}}
となる。
プランク定数とアボガドロ定数がSIを定義する定義定数として位置付けられるまでは、モル質量定数はSI単位モルの定義に基づいて正確に Mu = 1 g/mol であった。上で述べたように、リュードベリ定数 R∞ と微細構造定数 α、および電子の相対原子質量 Ar(e) は精度良く測定されており、プランク定数とアボガドロ定数の値はこれら3つの物理定数の精度に劣っていたため、両者の積であるモルプランク定数 NAh の値はこれら3つの物理定数から計算される。すなわち、プランク定数とアボガドロ定数は、一方の測定から他方が導かれる関係にあった。
2011年に開催された第24回国際度量衡総会で、プランク定数の値を不確かさなく定めることでキログラムを再定義し、国際キログラム原器（IPK）を廃止する方針が決議された。IPKの廃止（キログラムの定義の変更）のためには、IPKの安定性の 5×10−8 を超える精度でプランク定数を測定できる必要があった。
産業技術総合研究所は、X線結晶密度法によりアボガドロ定数を高い精度で測定し、先の関係式からプランク定数を高い精度で与え、キログラムの再定義に貢献している。
プランク定数と同時にアボガドロ定数も不確かさなく定めることでモルが再定義された。これらの積であるモルプランク定数の値にも不確かさがなくなり、逆にモル質量定数が不確かさを持つ。

## 相対原子質量との関係
電子の相対原子質量は、その他全ての相対原子質量の計算の一部となる。慣習により、相対原子質量は中性原子に付けられるが、質量分析計やペニング・トラップによる測定は陽イオンに対して行われるため、直接的にに測定される陽イオンの相対原子質量から、中性原子の相対原子質量は計算される。中性原子の質量は陽イオンと電子の質量の合計から、電子の結合エネルギー Eb と等価な質量を差し引いたものである。原子番号 Z の核種 X について、全ての電子が電離して完全にイオン化した最も単純な場合も取り上げると
{\displaystyle A_{\text{r}}(X)=A_{\text{r}}(X^{Z+})+ZA_{\text{r}}({\text{e}})-{\frac {E_{\text{b}}(X)}{m_{\text{u}}c^{2}}}}
である。
相対原子質量は質量の比として測定されるため、補正は両方のイオンについて行われなければならない。幸運なことに、水素1と酸素16について以下で示すように、補正における不確かさは無視できる。
| 核種                       | 1H                   | 16O                 |
| -------------------------- | -------------------- | ------------------- |
| XZ+イオンの相対原子質量    | 1.00727646677(10)    | 15.99052817445(18)  |
| Z個の電子の相対原子質量    | 0.00054857990943(23) | 0.0043886392754(18) |
| 結合エネルギーに対する補正 | −0.0000000145985     | −0.0000021941559    |
| 中性原子の相対原子質量     | 1.00782503207(10)    | 15.99491461957(18)  |

この原理はFarnhamらによる電子の相対原子質量の決定によって示すことができる。この実験は電子とペニング・トラップ中の 12C6+ によって放出されるサイクロトロン放射の周波数の測定を含む。2つの周波数の比は2つの粒子の質量の反比の6倍に等しい（粒子が重いほどサイクロトロン放射の周波数は低くなる。粒子の電荷が大きいほど周波数は高くなる）。
{\displaystyle {\frac {\nu _{\text{c}}({}^{12}{\text{C}}^{6+})}{\nu _{\text{c}}({\text{e}})}}={\frac {6A_{\text{r}}({\text{e}})}{A_{\text{r}}({}^{12}{\text{C}}^{6+})}}=0.000~274~365~185~89(58)}
12C6+ イオンの相対原子質量は極めて12に近いため、周波数の比は Ar(e) の第一近似5.4863037178×10−4を計算するために使うことができる。この近似値は次に Ar(12C6+) の第一近似を計算するために使われ、（炭素の6つのイオン化エネルギーの和から）Eb(12C)/muc2 が1.1058674×10−6、Ar(12C6+) ≈ 11.9967087236367 であることが分かる。この値は次に Ar(e) の新たな近似を計算するために使われ、この工程は値が変動しなくなるまで繰り返される（測定の相対的不確かさ 2.1×10−9 を考慮する）。収束は4サイクル目で起こり、Ar(e) = 5.485799111(12)×10−4 が得られる。